# Adeodato Giovanni Piazza

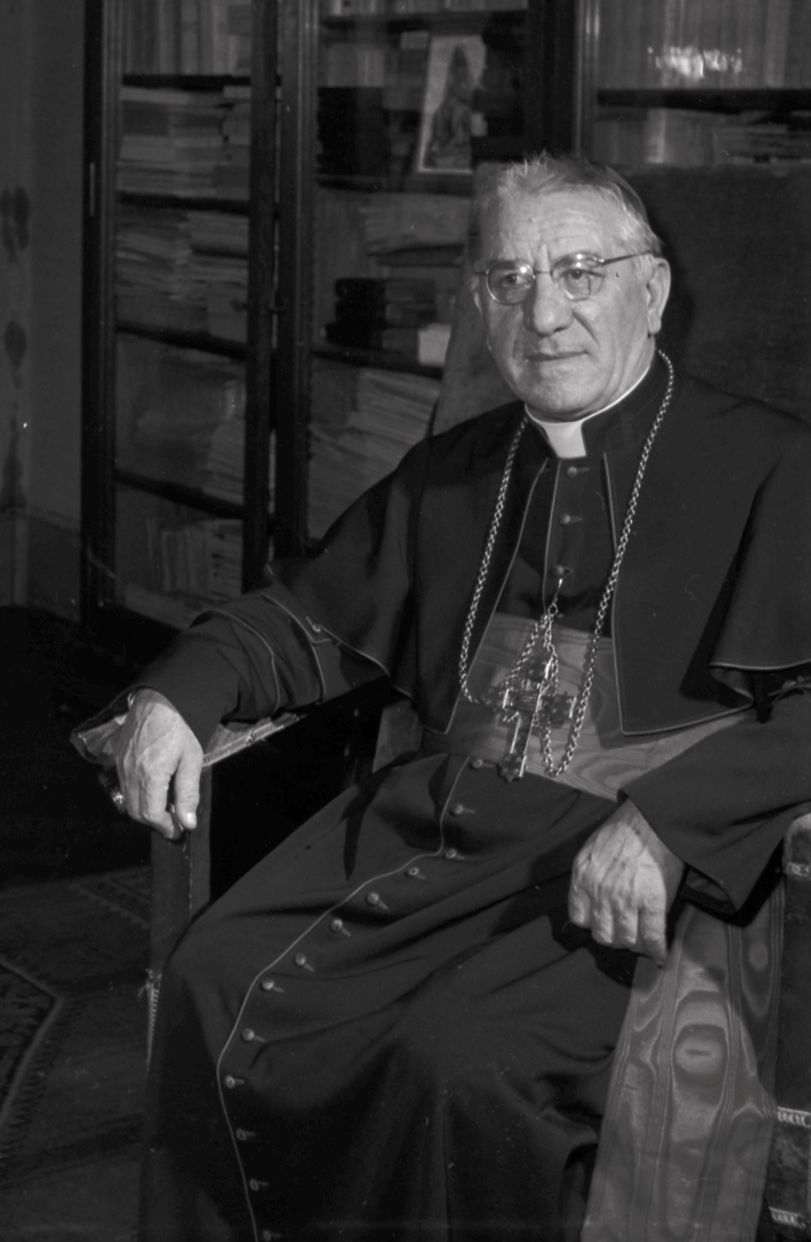
Adeodatao Giovanni Piazza, 1953

Adeodato Giovanni Piazza (Vigo di Cadore, 30 september 1884 – Rome, 30 november 1957) was een Italiaans geestelijke en kardinaal van de Katholieke Kerk.
Piazza trad in 1897 in bij de Ongeschoeide Karmelieten in Treviso. Hij legde in 1898 zijn eerste geloften af, in 1903 ontving hij zijn habijt en op 7 augustus 1907 legde hij zijn eeuwige geloften af. Hij werd - na een theologiestudie in Venetië - op 19 december 1908 tot priester gewijd, door Aristide Cavallari, patriarch van Venetië. Hij doceerde vervolgens enkele jaren op enkele seminaries van de Karmelieten en op een lyceum in Venetië. In 1914 werd hij prior van de abdij van Tombetta Veronese. Tijdens de Eerste Wereldoorlog diende hij als aalmoezenier bij de Italiaanse cavalerie.
Op 29 januari 1930 benoemde paus Pius XI hem tot aartsbisschop van Benevento. Op 6 december 1935 werd hij Patriarch van Venetië. Tijdens het consistorie van 13 december 1937 werd Piazza kardinaal gecreëerd. De Santa Prisca werd zijn titelkerk. Piazza was een van de deelnemers aan het Conclaaf van 1939, dat leidde tot de verkiezing van Eugenio kardinaal Pacelli tot paus Pius XII. Deze benoemde hem op 1 oktober 1948 tot prefect van de Heilige Congregatie voor het Consistorie. Hij werd bij die gelegenheid kardinaal-bisschop van het suburbicair bisdom Sabina-Poggio Mirteto. Namens de paus trad Piazza vanaf die tijd regelmatig op als pauselijk afgezant. Zo woonde hij in 1951 de feestelijkheden bij rond de zeventienhonderdste sterfdag van de Heilige Agata op Sicilië. Ook was hij als zodanig te gast bij het grote Mariacongres in São Paulo, Brazilië en was hij in 1957 aanwezig bij de viering van de reliekvondsten van de Heilige Nicolaas van Myra in Bari.
Lorenzo Giustiniani · Giovanni Barozzi · Maffeo Gherardi · Thomas Donatus · Marco Cornaro · Gerolamo Querini · Pietro Francesco Contarini · Vincenzo Diedo · Giovanni Trevisan · Lorenzo Priuli · Matteo Zane · Francesco Vendramin · Giovanni Tiepolo · Federico Corner · Gianfranco Morosini · Alvise Sagredo · Gianalberto Badoaro · Pietro Barbarigo · Marco Gradenigo · Francesco Antonio Correr · Aloysius Foscari · Giovanni Bragadin · Fridericus Maria Giovanelli · Ludovico Flangini Giovanelli · Nicola Saverio Gamboni · Francesco Milesi · Ján Krstitel Ladislav Pyrker · Giacomo Monico · Pietro Aurelio Mutti · Angelo Ramazzotti · Giuseppe Luigi Trevisanato · Domenico Agostini · Giuseppe Melchiorre Sarto · Aristide Cavallari · Pietro La Fontaine · Adeodato Giovanni Piazza · Carlo Agostini · Angelo Giuseppe Roncalli · Giovanni Urbani · Albino Luciani · Marco Cé · Angelo Scola · Francesco Moraglia
- Bibliothèque nationale de France: cb12451732z (data)
- Gemeinsame Normdatei: 1119623057
- International Standard Name Identifier: 0000 0001 0907 5090
- Nationale Bibliotheek van Polen: a0000003056017
- Istituto Centrale per il Catalogo Unico: LO1V088910
- Système universitaire de documentation: 17652147X
- Virtual International Authority File: 61643335
- WorldCat: E39PBJcWr9R3tWX8XVC47YVDMP